# Psalm 52

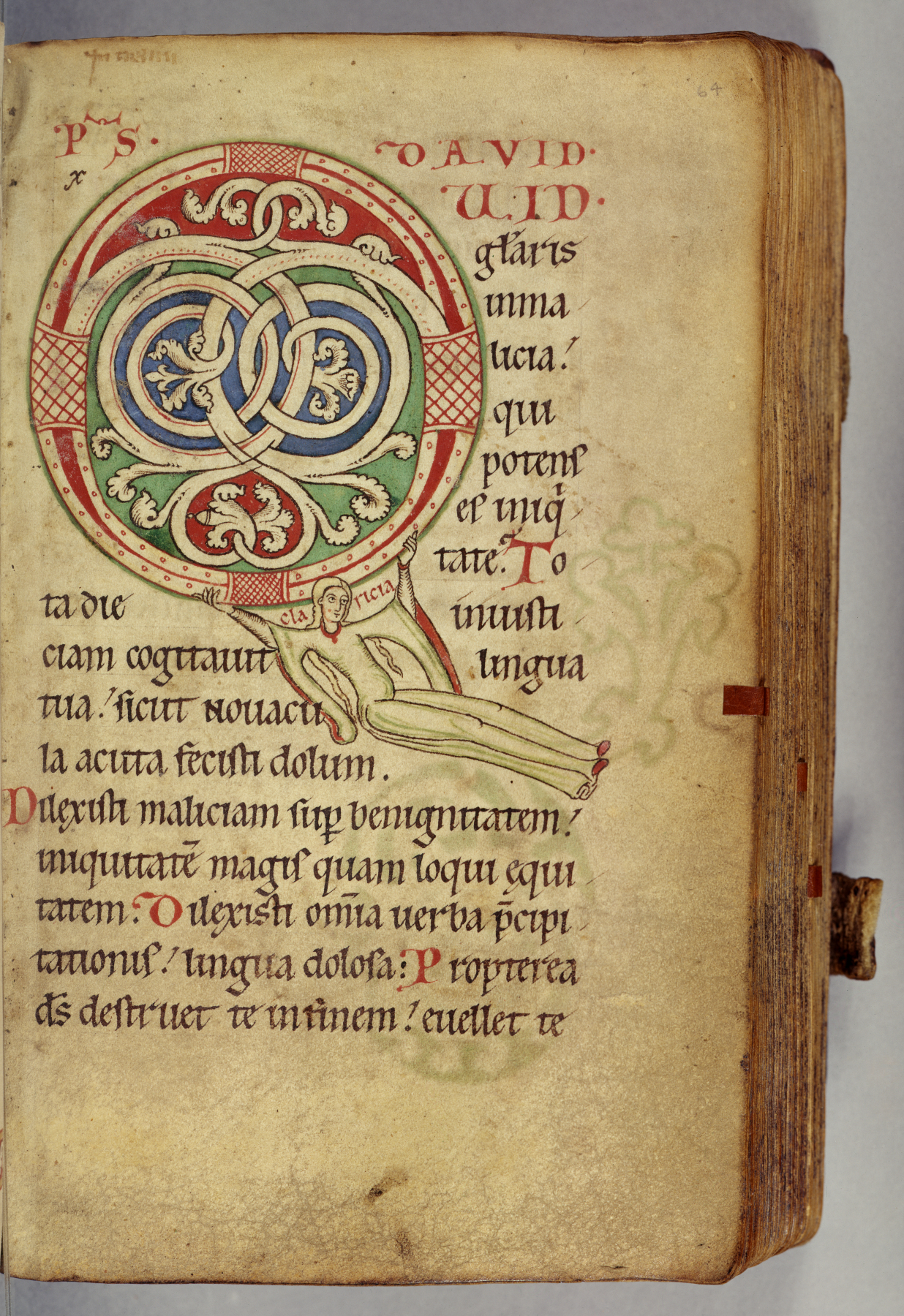
Początek Psalmu 52 na niemieckim psałterzu z końca XVII wieku.

Psalm 52 – jeden z utworów zgromadzonych w biblijnej Księdze Psalmów. Psalm jest zaliczany do dzieł przypisywanych Dawidowi. W Septuagincie figuruje pod numerem 51. 

## Treść Psalmu
Podobnie jak Psalm 49, nie jest on skierowany do Boga ani nie wzywa ludu aby zwrócił się w stronę Pana. Wydaje się, że treść psalmu jest adresowana do człowieka, którego psalmista nazywa intrygantem. Zarzuca mu zgubne mowy i podstępny język (52,6). W dalszej części psalmu jest mowa o tym, że kto ufa "na wieki łaskawości Boga", będzie kwitł jak płodna oliwka (52,10). Ten zwrot wydaje się odniesieniem do narodu wybranego. Chrześcijańska literatura psalmu pozwala dostrzec w zwrocie "płodna oliwka" obraz kościoła, można nawet doszukać się pewnych podobieństw z tekstem w Księdze Jeremiasza i Listu do Rzymian (Jr 11,16, Rz 11,16). Interpretacja ta wydaje się jednak zbyt daleko idąca, zwłaszcza w dalszym kontekście tekstu. Wersety od 10-11 są osobistym wyznaniem psalmisty. Za powyższą interpretacją przemawiają wcześniejsze wersety (52,7-9), które mogą stanowić nawiązanie do ciężkiej sytuacji w jakiej znalazł się podmiot liryczny w tekście. Mówią one o tym, że każdy, kto pokłada nadzieję w mocy tego świata, a nie w mocy Boga, zostanie zniszczony.

## Teologiczne przesłanie psalmu
Nagłówek psalmu stara się oddać dramaturgię sytuacji w jakiej znalazł się podmiot liryczny w tekście. Łączy on tekst psalmu z wydarzeniami, które miały miejsce w 1 Sm 21,1–8 i 22,6–19.
Psalm przekonuje, że każdy kto złożył swoją nadzieję w Bogu, znajdzie źródło życia i doświadczy Bożej wierności. Tekst ukazuje prawidłową postawę – ufności, wierności i oddawania chwały Bogu podczas różnych trudnych doświadczeń. Jest obrazem prawidłowej postawy w obliczu krzywd i nieprawości jakich doświadcza wierny w swoim życiu.
Fragmenty 7–9 ukazują przekonanie, iż Bóg już za życia niesprawiedliwych wymierzy im zasłużoną karę. Kara stanowiła nierozerwalny element życia starożytnego Izraela, jest także ważnym z aspektów prawdy o Bogu - karzącym zło a nagradzającym dobro. Karzący już za życia grzesznika Bóg w Nowym Testamencie wydaje się przybrać postać miłującego Ojca, który czeka do samego końca na nawrócenie człowieka.

## Struktura Psalmu
Psalm możemy podzielić na dwie części 3–6 i 8–11. Pierwsza charakteryzuje człowieka bezbożnego, którego spotka zasłużona kara od Boga. Druga jest życzeniem psalmisty dotyczącym jego przetrwania w obecnej sytuacji.